# دنیل وبستر (سیاستمدار فلوریدا)
دنیل الن «دن» وبستر (انگلیسی: Daniel Webster؛ زادهٔ ۲۷ آوریل ۱۹۴۹) یک سیاست‌مدار اهل ایالات متحده آمریکا است است که از سال ۲۰۱۱ عضو مجلس نمایندگان ایالات متحده آمریکا بوده‌است. وبستر که جمهوریخواهی از فلوریدا است، در آغاز حوزه انتخابیه هشتم فلوریدا ; از ۲۰۱۳ حوزهٔ انتخابیه او حوزه انتخابیه دهم فلوریدا  بوده، که در بخش مرکزی این ایالت واقع شده‌است. پیشتر او ۲۸ سال در مجلس نمایندگان فلوریدا فعالیت داشته‌است.
وبستر پس از دریافت مدرک مهندسی برق از مؤسسه فناوری جورجیا، در کسب و کار خانوادگی تهویه مطبوع و گرمایشی فعالیت داشته که هم‌اکنون مالک و بهره بردار آن است. او از سن هفت سالگی ساکن فلوریدا بوده و در وینتر گاردن، فلوریدا زندگی می‌کند.
او در ۲۸ سپتامبر ۲۰۱۵ اعلام کرد برای جانشینی جان بینر به عنوان رئیس مجلس نمایندگان با کوین مکارتی، رقابت خواهد کرد.